# Metline
Metline (arabe : الماتلين) est une ville littorale du nord-est de la Tunisie située à soixante kilomètres au nord de Tunis, à 28 kilomètres au sud de Bizerte et à six kilomètres de Ras Jebel.
Située au bord de la mer Méditerranée, elle occupe une presqu'île s'étendant entre la montagne, la mer et la forêt, avec un littoral long de plus de six kilomètres.
Elle est rattachée à la délégation de Ras Jebel dans le gouvernorat de Bizerte. La municipalité créée le 3 mai 1967 abrite une population de 9 904 habitants selon le recensement de 2014 mais englobe trois imadas : Metline, Metline Ouest et El Garia avec un nombre total d'habitants de 11 714 en 2004. De par l'importance des échanges réalisés avec Bizerte, elle est souvent incluse dans l'agglomération bizertine.

## Histoire

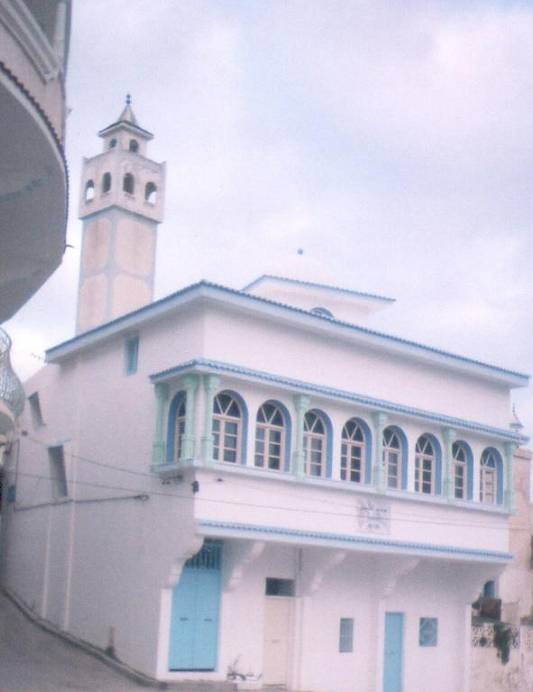
Grande mosquée fondée en 1730.

Metline revendique une fondation récente qui remonterait au XVIe siècle. Toutefois, il subsiste des traces plus anciennes telles qu'une ancienne cité romaine, Benvenutum, ou des places fortes sous le règne de la dynastie des Aghlabides au début du IXe siècle.
Après avoir participé à la guerre contre les forces espagnoles entre 1534 et 1574 et occupé plusieurs villes côtières vers la seconde moitié du XVIe siècle, des soldats ottomans se seraient installés sur le site après avoir bénéficié de concessions agricoles en récompense de leurs services bien qu'une autre hypothèse indique qu'ils furent la cible de la révolte des deys en 1596 et, mis à la retraite, auraient quitté leur base militaire de Bizerte pour s'installer non loin et fonder Metline. Comme une bonne partie d'entre eux aurait été originaire de l'île grecque de Mytilène, ils auraient donné ce nom au lieu de leur installation. Au début du XVIIe siècle, une deuxième vague de peuplement est attestée : celle des Morisques chassés de l'Andalousie reconquise par les catholiques en 1492.
Une grande partie de ces quelque 250 000 personnes s'est installée dans 28 villages localisés essentiellement dans le nord de la Tunisie (Ghar El Melh, Ras Jebel, Testour, etc.), encouragée par les autorités ottomanes à travers des concessions de terres et des
exonérations fiscales.

## Économie
Outre un petit centre administratif et de services, la ville est un centre de commercialisation des produits de la campagne environnante (cultures maraîchères, blé, fourrage, etc.). Elle exploite un petit port de pêche situé au cap Zebib, à deux kilomètres de la ville. On y pêche en particulier un poisson, la mendoule (spicara maena) nommée chawri à Metline, et qui fait l'objet d'un festival au mois de juin.
La broderie artisanale de Metline, illustrée par le kilim, est d'origine ottomane et ses motifs sont très proches de ceux connus dans les anciens territoires ottomans de l'Europe de l'Est. Certaines femmes de Metline participent également à la production artisanale de la chéchia.

## Culture
Les Metlinois utilisent dans leur langage quelques mots turcs tels que le mot mor ou mour indiquant la couleur violette et le mot kichla désignant la caserne et qui sont employés exclusivement à Metline. Mais ils utilisent aussi le mot grec skala pour désigner le vieux port. 
Parmi les plats typiques de la ville figurent les macaronis traditionnels originaires de Mytilène qui sont préparés exclusivement par les Metlinois et les Bizertins.